# 罗曼·勒加克
罗曼·勒加克（法語：Romain Le Gac，1995年5月31日—），法国、加拿大男子花样滑冰运动员，2018年芬兰杯冰舞铜牌得主、2019年华沙杯冰舞金牌得主、2022年美国赛冰舞铜牌得主。